# Anglicko-české gymnázium AMAZON
Anglicko-české gymnázium AMAZON je soukromé humanitní gymnázium sídlící v Praze 1. Studium je čtyřleté. Škola nabízí studium ve dvou studijních oborech: Cizí jazyky a Umění a kultura. Gymnázium je orientované zejména na výuku světových jazyků se specifickým důrazem na angličtinu vyučovanou rodilými mluvčími.

## Historie
Gymnázium bylo založeno 10. ledna 2008. Zřizovatelem je společnost EuroEdu s.r.o. působící od roku 1999 v oboru výuky cizích jazyků.  

## Vzdělávací priority
Důraz je kladen na individualitu studenta a rozvoj schopnosti spolupráce a komunikace. Studenti jsou vedeni k úctě a toleranci k druhým. Škola realizuje program primární prevence sociálně patologických jevů. Cílem programu je předejít problémům a následkům, případně minimalizovat jejich dopad a systematicky vést žáky k odpovědnosti za své zdraví. 
 Vedle cizích jazyků je důraz kladen i na výuku českého jazyka a literatury. Studentům, pro které není čeština mateřským jazykem, gymnázium nabízí výuku češtiny pro cizince. 

### Vyučované cizí jazyky
- anglický jazyk
- francouzský jazyk
- japonský jazyk
- německý jazyk
- španělský jazyk

## Organizace studia
V prvním ročníku školy je výuka orientována zejména na rozšíření jazykových vědomostí a dovedností. V dalších letech pak narůstá podíl předmětů vyučovaných v anglickém jazyce. Zaměření na překlady a tlumočení AJ-ČJ je součástí jazykové výuky i v nabídce volitelných předmětů. Odborné předměty (mezinárodní vztahy, psychologie, právo, umění, média, marketing, ekonomie aj.) jsou vyučovány v angličtině od 3. ročníku. 
Jazykové lekce jsou založeny na osnovách a směrnicích Rady Evropy pro výuku jazyků - The Council of Europe Framework of Languages. Studenti jsou rozděleni do studijních skupin na základě stupně pokročilosti, stanoveným na základě znalostního testu.

### Povinně volitelné předměty
Studenti mají možnost volby zaměření a odborné přípravy na seminářích dle svého individuálního zájmu. 

### Zahraniční poznávací zájezdy
Škola pořádá jazykové poznávací zájezdy do anglicky mluvících zemí. Výuka dalšího cizího jazyka (německý jazyk, francouzský jazyk, španělský jazyk) je dle zájmu doplněna o jazykově poznávací zájezd do Německa, Rakouska, Francie a Španělska.

### Ubytování a stravování
Mimopražským studentům je nabídnuta možnost ubytování v domově mládeže. Stravování pro studenty gymnázia AMAZON je zajištěné ve školní jídelně Uhelný trh.  

## Volnočasové a dobročinné aktivity
Škola nabízí širokou nabídku zájmových aktivit, včetně Klubu mladého diváka a Filmového klubu. Během školního roku je pořádán sportovní den a řada tematických exkurzí. Škola spolupracuje s Dětským fondem Organizace spojených národů UNICEF formou celoročních sbírek. Gymnázium AMAZON je též zapojeno do projektu adopce na dálku ve spolupráci s mezinárodní humanitární organizací ADRA. Škola každoročně finančně podporuje vzdělávání konkrétního žáka ve škole v Bangladéši.

## Kontroverze
V roce 2010 tehdejší ředitelka gymnázia Eva Kudrnová čelila výtkám studentů, že svou křesťanskou víru příliš promítá do vyučování. V lednu 2010 odešlo ze školy 12 studentů 1. ročníku. Případ řešila Česká školní inspekce. Vyšetřování nepotvrdilo, že by ze strany školy došlo k pochybení. Dne 2. září 2013 navštívil toto gymnázium prezident ČR Miloš Zeman s manželkou Ivanou, aby zde zahájil školní rok. Jeho dcera Kateřina, ač studentka této školy, se zahájení nezúčastnila.

## Známí absolventi a studenti
- Lenka Filipová
- Kateřina Zemanová